# 馬諾爾 (喬治亞州)
馬諾爾（英語：Manor）是位於美國喬治亞州韋爾縣的一個非建制地區。該地的面積和人口皆未知。

## 地理
馬諾爾的座標為31°06′14″N 82°34′23″W / 31.10389°N 82.57306°W，而該地的平均海拔高度為47米（即154英尺）。